# 838
Раннє Середньовіччя •  Епоха вікінгів •  Золота доба ісламу •  Реконкіста

## Геополітична ситуація
У Східній Римській імперії триває правління Феофіла. У Франкському королівстві править імператор Людовик Благочестивий. Північ Італії належить Каролінзькій імперії, Рим і Равенна під управлінням Папи Римського, герцогства на південь від Римської області незалежні, деякі області на півночі та на півдні належать Візантії. Піренейський півострів, окрім Королівства Астурія, займає Кордовський емірат. Вессекс підпорядкував собі більшу частину Англії. Існують слов'янські держави: Перше Болгарське царство, Велика Моравія.
Аббасидський халіфат очолив аль-Мутасім. У Китаї править династія Тан. Велика частина Індії під контролем імперії Пала. В Японії триває період Хей'ан. Хозарський каганат підпорядкував собі кочові народи на великій степовій території між Азовським морем та Аралом. Територію на північ від Китаю займає Уйгурський каганат.
На території лісостепової України в IX столітті літописці згадують слов'янські племена білих хорватів, бужан, волинян, деревлян, дулібів, полян, сіверян, тиверців, уличів. У Північному Причорномор'ї співіснують різні кочові племена, зокрема булгари, хозари, алани, тюрки, угри, кримські готи. Херсонес Таврійський належить Візантії.

## Події
- Смута в Каролінзькій імперії
  - Імператор Людовик Благочестивий відібрав Баварію у свого сина Людовика Німецького, який знову збунтував.
  - Помер Піпін I, і Людовик Благочестивий віддав Аквітанію своєму наймолодшому сину Карлу, що викликало повстання аквітанської знаті. Вона проголосила своїм королем Піпіна II.
- Візантійський василевс Феофіл зазнав важкої поразки від арабів у битві під Анзеном. Як наслідок війська халіфа аль-Мутасіма захопили рідне місто Феофіла Аморій.
- До Константинополя вперше прибули посли варягів.
- Халіф аль-Мутасім викрив змову проти себе і провів чистку в армії, що призвела до зростання ролі гулямів.
- Бабека, упійманого вождя повстання в Азербайджані та Персії, доставили до халіфа, який наказав його катувати й стратити.
- Араби вчинили напад з моря на прибережні міста Італії та Марсель.
- Король Вессексу Егберт завдав поразки об'єднаним силам данів та бритів.
- У Скунському палаці в Шотландії помістили Камінь Долі.
- Тибет очолив Ландарма.